# Дмитрієв-Льговський
Дми́трієв-Льго́вський (рос. Дмитриев-Льговский) — місто (з 1779) в Росії, адміністративний центр Дмитрієвського району Курської області.
Населення 8,3 тисяч мешканців (2005); 7778 осіб (2009).
Місто розташоване на березі річки Свапа (права притока Сейму, сточище Дніпра), за 89 км на північний захід від Курська та за 5 км від автодороги М3 «Україна», однойменна залізнична станція на лінії Брянськ — Льгов.

## Історія
Поблизу сучасного міста існувало село Дмитрієвське (нині збереглося під назвою Старий Город). У 1779 утворене повітове місто Дмитрієв Дмитрієвського повіту Курського намісництва. У 1784 році місто було перейменоване на Дмитрієв-на-Свапі або Дмитросвапськ для того, щоб відрізняти його від розташованого неподалік міста Дмитровськ Орловської губернії. Наприкінці XIX століття в місті налічувалося 473 будинки, у тому числі 6 кам'яних, були відкриті жіноча прогімназія і повітове училище. Діяли заводи: борошномельний, крупорушний, два маслоробних, велася жвава торгівля. На річковий пристані відвантажувати зерно, прядиво та лісоматеріали. На території міста велися розробки крейди. Під час Німецько-радянської війни місто було окуповане 8 жовтня 1941 року, звільнено 3 березня 1943 року.

## Пам'ятники міста
На площах міста встановлені:
- пам'ятник на місці страти партизанки Віри Терещенко,
- меморіальний комплекс «Пам'яті полеглих у Великій Вітчизняній війні 1941—-1945 рр.»,
- пам'ятник партизанам ВВв.

## Установи освіти і культури
- МОУ «Середня загальноосвітня школа № 1»
- МОУ «Середня загальноосвітня школа № 2»
- Сільськогосподарський технікум
- Краєзнавчий музей
- Районний Будинок Культури
- МОУ ДОД «Дмитрієвська дитяча школа мистецтв ім. А. М. Любімова»
- МОУ «Дмитрієвська вечірня (змінна) школа»

## Економіка
- ТОВ «Дмитрієвський завод „Лісхозмаш“»—- культиватори, деревообробне обладнання
- ТОВ «Дмитрієвський КХП» —- Хлібобулочні вироби, борошно
- МП «КТС м. Дмитрієва»
- ДП «Дмитрієвська друкарня»
- ВАТ «Дмитрієвський м'ясокомбінат»